# ビセンテ・モレノ
ビセンテ・モレノ・ペリス（Vicente Moreno Peris、1974年10月26日 - ）は、スペイン・マサナサ出身の元サッカー選手、現サッカー指導者。CAオサスナの監督。ポジションはミッドフィールダーだった。
現役キャリアのほとんどをヘレスCDで送り、在籍11シーズンで公式戦412試合に出場した。また、指導者としてもヘレスをおよそ半年ほど率いた。

## クラブ経歴
バレンシア州のマサナサに生まれ、バレンシアCFの下部組織で育成された。その後はセグンダ・ディビシオンBのクラブを転々とし、2000年にヘレスCDへ移籍した。

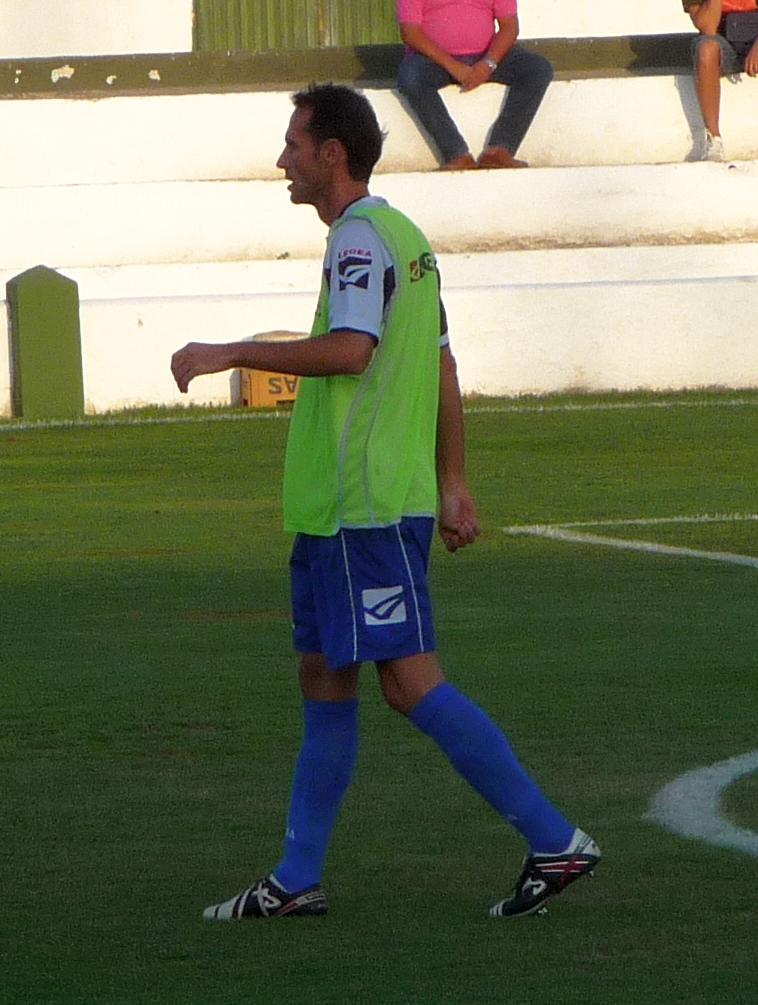
ヘレスCDでのモレノ (2008年)

ヘレスでは1シーズン目にクラブをセグンダ・ディビシオンへ昇格させると、2009年までは毎シーズンリーグ戦に34試合近く出場し続けた。2008-09シーズン、ヘレスはモレノの活躍などもあり、クラブ史上初のプリメーラ・ディビシオン昇格を果たした。そのシーズン中の6月13日、セグンダ優勝とプリメーラ昇格を賭けたSDウエスカ戦にて、モレノは決勝点を挙げ、プリメーラ昇格に大きく貢献した。

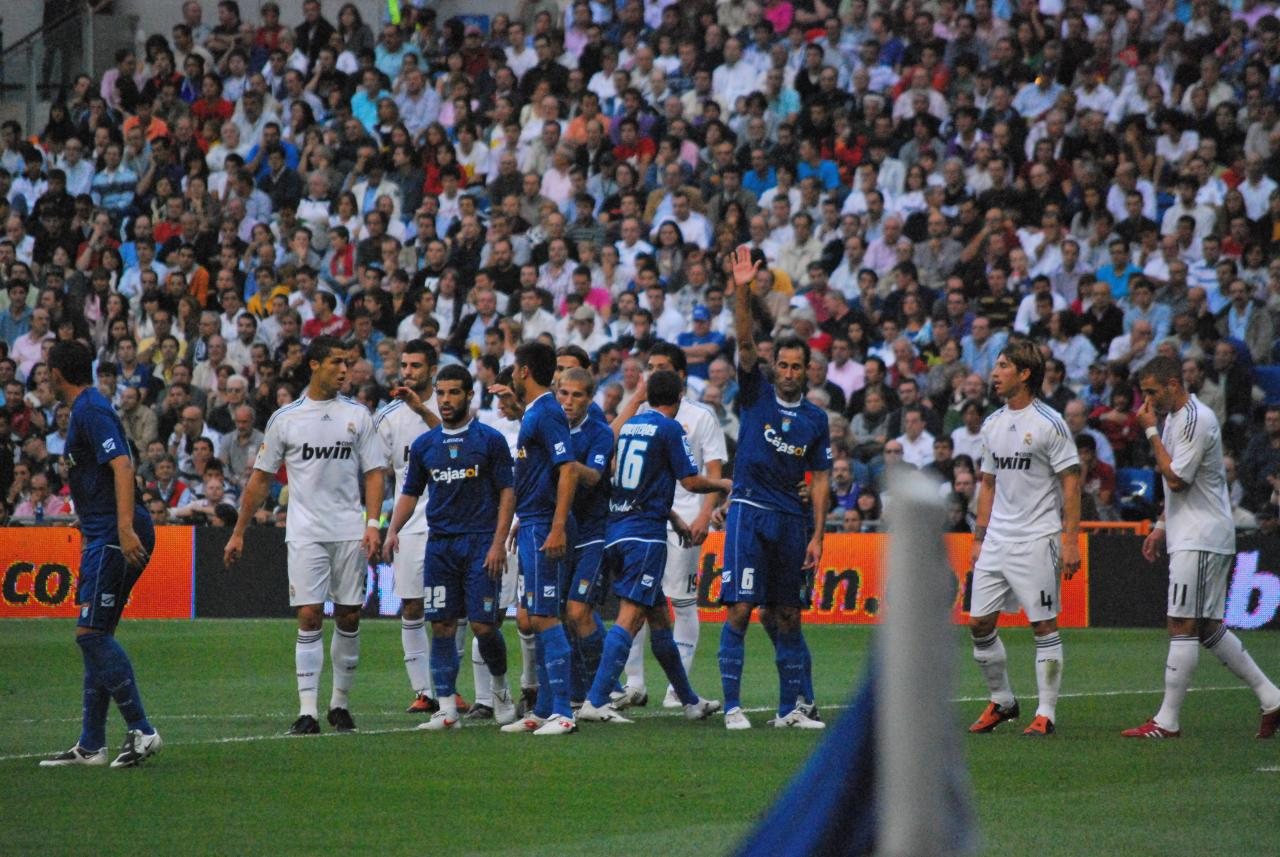
レアル・マドリード戦 (2009年)

2009年8月30日、当時35歳だったモレノは、この日のRCDマジョルカ戦でキャリア初のプリメーラ出場を果たした。しかし、シディ・ケイタとのポジション争いに敗れ、ベンチを温める日々が続いた。当時のヘレスはプリメーラ最小予算だったこともあり、シーズン終了を待たずして1年でセグンダ降格が決定した。
セグンダで1シーズンを過ごした後、現役を引退した。モレノはヘレスCDの歴代公式戦最多出場を築くと同時に、セグンダB、セグンダ、プリメーラ全てで得点を挙げた選手となった。また、引退と同時にヘレスのコーチングスタッフ入りも合わせて発表された。

## 指導者経歴
2011年12月5日、解任されたフアン・メリノの後任としてヘレスCDの監督就任が発表された。シーズン終了時、ヘレスはリーグ14位であり、降格は回避できた。
2013年11月4日、ジムナスティック・タラゴナの監督に就任した。2015年6月22日、クラブをセグンダ昇格に導いたことでクラブとの契約を2年間延長した。
2017年6月20日、RCDマジョルカの監督に就任した。マジョルカでは2シーズン連続でクラブを昇格させ、指導者キャリア初となるプリメーラの舞台にマジョルカを引っ張った 。しかし、マジョルカをプリメーラに残留させることができず、わずか1シーズンでセグンダに降格してしまった。
2019-20シーズン終了時にマジョルカを去ったモレノは、2020-21シーズンからセグンダのRCDエスパニョールの指揮を執ることが決まった。エスパニョールをわずか1年でプリメーラ昇格に導き、続く2021-22シーズンもプリメーラ残留のノルマは達成したものの、2022年に入ってからは3勝5分9敗と失速したこととチームと良好な関係を築けてなかったことが要因となり、シーズン残り2試合を残しつつも、同年5月13日に解任が発表された。
2022-23シーズンは、サウジ・プロフェッショナルリーグのアル・シャバブ・リヤドを率い、リーグ4位と好成績で終え、シーズン終了後に契約満了に伴い退任。
2023年6月17日、UDアルメリアの監督に就任し、1年契約を結んだものの、序盤戦から守備が崩壊し、2分け4敗で臨んだ第7節のセビージャFC戦で1-5の大敗を喫したことで、同年9月29日に解任が発表された。
2024年5月27日、2024-25シーズンからCAオサスナを率いることが発表された。

## 監督成績
2024年11月5日現在
| クラブ           | 就任          | 退任           | 記録 | 記録 | 記録 | 記録 | 記録 | 記録 | 記録 | 記録      |
| クラブ           | 就任          | 退任           | 試   | 勝   | 分   | 敗   | 得   | 失   | 差   | 勝率（%） |
| ---------------- | ------------- | -------------- | ---- | ---- | ---- | ---- | ---- | ---- | ---- | --------- |
| ヘレス           | 2011年12月5日 | 2012年7月12日  | 26   | 9    | 6    | 11   | 35   | 46   | −11  | 034.62    |
| ジムナスティック | 2013年11月4日 | 2016年12月27日 | 147  | 62   | 50   | 35   | 186  | 151  | +35  | 042.18    |
| マジョルカ       | 2017年6月19日 | 2020年8月4日   | 132  | 56   | 32   | 44   | 162  | 141  | +21  | 042.42    |
| エスパニョール   | 2020年8月4日  | 2022年5月13日  | 85   | 38   | 21   | 26   | 120  | 88   | +32  | 044.71    |
| アル・シャバブ   | 2022年7月28日 | 2023年6月17日  | 37   | 20   | 8    | 9    | 70   | 39   | +31  | 054.05    |
| アルメリア       | 2023年6月17日 | 2023年9月29日  | 7    | 0    | 2    | 5    | 8    | 18   | −10  | 000.00    |
| オサスナ         | 2024年5月27日 | —              | 12   | 6    | 3    | 3    | 17   | 16   | +1   | 050.00    |
| 通算             | 通算          | 通算           | 446  | 191  | 122  | 133  | 598  | 499  | +99  | 042.83    |

## タイトル

### 選手時代
ヘレスCD
- セグンダ・ディビシオン：1回（2008-09）

### 指導者時代
ジムナスティック・タラゴナ
- セグンダ・ディビシオンB：1回（2014-15）

RCDマジョルカ
- セグンダ・ディビシオンB：1回（2017-18）

RCDエスパニョール
- セグンダ・ディビシオン：1回（2020-21）

個人
- ラモン・コボ賞（スペイン語版）